# Соловьёвка (Мордовия)
 Соловьёвка  — поселок в Дубёнском районе Мордовии в составе Дубёнского сельского поселения.

## География
Находится у реки Ломатка на расстоянии примерно 9 километров по прямой на запад-юго-запад от районного центра села Дубёнки.

## История
Известно с 1863 года как владельческая деревня из 16 дворов, название связано с фамилией бывших владельцев

## Население
| 2002 | 2010 |
| ---- | ---- |
| 18   | ↘10  |

Постоянное население составляло 10 человек (русские 72 %, мордва-эрзя 28 %) в 2002 году, 7 в 2010 году.